# Westhill
Westhill è una località della Scozia, situata nell'area di consiglio dell'Aberdeenshire.